# يهوشع بار-يوسف
يهوشع بار-يوسف (بالعبرية: יהושע בר-יוסף‏)‏ (1912 في صفد - 1992 في صفد) روائي، وصحفي، وكاتب قصص قصيرة، وكاتب مسرحي، وكاتب من إسرائيل.

## الجوائز
- جائزة بياليك